# Alexandre Beliaïev
Pour les articles homonymes, voir Beliaïev.
Œuvres principales
- L'Homme amphibie
- Ariel

Alexandre Romanovitch Beliaïev (en russe : Александр Романович Беляев), né le 4 mars 1884 (16 mars 1884 dans le calendrier grégorien) à Smolensk et mort le 6 janvier 1942  à Pouchkine, est un écrivain de science-fiction d'URSS. On le surnommait « le Jules Verne soviétique ».

## Biographie
Il étudia le droit et la musique, fut directeur d'un orphelinat, musicien, journaliste, inspecteur de police, bibliothécaire, chef du département juridique d'un ministère et, en 1925, il s'adonna complètement à l'écriture.
À l'âge de 32 ans, il attrapa la tuberculose osseuse et il passa presque tout le temps alité. Il mourut de faim, près de Leningrad pendant la Seconde Guerre mondiale. Sa fille et sa femme furent emmenées en Allemagne par les nazis, avec le statut de réfugiées, car elles avaient été déclarées - par erreur, selon la fille de l'écrivain - étant de nationalité allemande dans leurs papiers d'identité.

## Œuvres

### Romans
- La Tête du professeur Dowell ((ru) Голова профессора Доуэля, 1925)
- L'Homme amphibie ((ru) Человек-амфибия, 1928)
- Le Pain éternel ((ru) Вечный хлеб, 1928)
- Le Vendeur d'air ((ru) Продавец воздуха, 1929)
- Étoile KEC ((ru) Звезда КЭЦ, 1936)
- Lumière invisible ((ru) Невидимый свет, 1938)
- Ariel ((ru) Ариэль, 1941)

### Nouvelles
- La pesanteur a disparu (nouvelle, in Le Chemin d'Amalthée édition russe en langues étrangères, 1959)